# Добровниця
Добро́вниця (болг. Добровница) — село в Пазарджицькій області Болгарії. Входить до складу общини Пазарджик.

## Населення
За даними перепису населення 2011 року у селі проживали 1380 осіб.
Національний склад населення села:
| Національність   | Кількість осіб | Відсоток |
| ---------------- | -------------- | -------- |
| болгари          | 1218           | 90,0%    |
| цигани           | 129            | 9,5%     |
| інша             | 4              | 0,3%     |
| Всього відповіли | 1353           |          |

Розподіл населення за віком у 2011 році:
Динаміка населення: